# (8375) Kenzokohno
(8375) Kenzokohno (1992 AP1) – planetoida z pasa głównego asteroid okrążająca Słońce w ciągu 5,58 lat w średniej odległości 3,15 au. Odkryta 12 stycznia 1992 roku.